# Agdistis pseudocanariensis
Agdistis pseudocanariensis là một loài bướm đêm thuộc họ Pterophoridae. Nó được tìm thấy ở Tây Ban Nha và quần đảo Canaria.
Sải cánh dài 14–17 mm. Cánh trước màu xám.